# Hahnodon
Hahnodon ('Hahn's tand') is een geslacht van uitgestorven mammaliaformen uit de Ksar Metliliformatie uit het Vroeg-Krijt van Marokko. Hoewel oorspronkelijk beschouwd als een relatief vroeg lid van de orde Multituberculata, geven recente studies aan dat het in plaats daarvan een haramiyide is.

## Naamgeving
De typesoort Hahnodon taqueti werd in 1991 benoemd door Denise Sigogneau-Russell. De geslachtsnaam eert het echtpaar Gerhard en Renate Hahn die Denise vaak onderdak boden als ze gebruik wilde maken van hun expertise op het gebied van de Paulchoffatiidae. De soortaanduiding eert de Franse paleontoloog Philippe Taquet.
Het holotype is MNHN SA 33, een onderste tweede linkerkies.

## Fossielen en verspreiding
Hahnodon taqueti is gebaseerd op een enkele ondermolaar die werd aangetroffen in lagen van het Vroeg-Krijt van Marokko.
De kies heeft twee ongeveer even hoge knobbels naast een bekken. Het randje aan de basis van de lipzijde is glad.

## Fylogenie
Denise Sigogneau-Russell (1991) classificeerde Hahnodon als een lid van Multituberculata, maar anderen beschouwden het in 2018 als lid van de Haramiyida, samen met Denisodon. De beschrijving van Cifelliodon uit Noord-Amerika, wiens vier postcaninen vrijwel identiek zijn, bevestigde dat Hahnodon - en impliciet de Hahnodontidae - tot de Haramiyida behoren.